# Calígula (filme)
Caligula (bra/prt: Calígula) (em italiano:  Caligola; em inglês:  Caligula) é um filme ítalo-estadunidense de 1979, do gênero drama histórico-biográfico, dirigido por Tinto Brass, com roteiro de Gore Vidal.
Contendo cenas adicionais filmadas por Giancarlo Lui e por Bob Guccione, fundador da revista erótica Penthouse, o filme narra a história da ascensão e queda do imperador romano Gaius Caesar Germanicus, mais conhecido como Calígula. Estrelado por Malcolm McDowell no papel-título, Calígula foi a primeira grande produção a mostrar atores famosos como John Gielgud, Peter O'Toole e Helen Mirren envolvidos em cenas de sexo explícito.

## Sinopse
O filme conta a história de Calígula, tirano que comandou o Império Romano durante quatro anos, entre 37 e 41 d.C. Em seu reinado orgiástico e sangrento, ele mandou assassinar vários membros da aristocracia senatorial, casou-se com a própria irmã Drusila, e concedeu ao seu cavalo, Incitato, as insígnias de senador.
O filme começa com a morte do imperador Tibério, que é sucedido por seu neto Calígula. Calígula é um jovem ambicioso e cruel que rapidamente assume o controle do império. Ele executa seus inimigos políticos, nomeia seu cavalo Incitato como senador e organiza orgias e eventos públicos decadentes.
Calígula também se envolve em um caso incestuoso com sua irmã Drusila. Os dois planejam governar o império juntos. No entanto, Drusila morre logo depois, e Calígula fica devastado.
Calígula fica cada vez mais paranoico e violento. Ele começa a acreditar que é um deus e que pode fazer o que quiser. Ele executa seus amigos e familiares e envia seu exército para lutar em batalhas inúteis.
No final, Calígula é assassinado por um grupo de conspiradores, liderados por seu primo e ex-amante, Macro.

## Elenco
- Malcolm McDowell – Calígula
- Teresa Ann Savoy – Júlia Drusila
- Guido Mannari – Névio Sutório Macrão
- John Gielgud – Nerva (filho de Marco Coceio Nerva)
- Peter O'Toole – Tibério
- Giancarlo Badessi – Cláudio
- Bruno Brive – Tibério Gêmelo
- Paolo Bonacelli – Cássio Quereia
- John Steiner – Longinus
- Helen Mirren – Milônia Cesônia
- Mirella D'Angelo – Lívia Orestila

## Recepção
O filme foi mal-recebido pela crítica; Roger Ebert deu "nota zero", descrevendo-o como "doentio, imprestável, lixo vergonhoso." Talvez o comentário mais cruel que já apareceu nas críticas de Ebert é atribuída a um terceiro: "'Esse filme', disse a moça na minha frente na máquina de refrigerante, 'é a pior merda que eu já vi!'" Esse foi um dos poucos filmes que Ebert já abandonou no meio da projeção; "depois de duas horas dos seus 170 [sic] minutos." O crítico Leonard Maltin disse que o filme era pouco mais do que "seis minutos de cenas não envolvendo sexo explícito." A revista estadunidense Newsweek chamou Caligola de "uma enxurrada de depravação de duas horas e meia que parece ter sido filmada através de um vidro de vaselina."
Analisando sua perspectiva contemporânea, o crítico Alex Jackson ofereceu um análise mais simpática:

O filme é agressivamente, odiosamente, chocantemente sem sentido. No entanto, a distância irônica que você usa para aguentar (e talvez até gostar) de filmes do Takashi Miike, até funciona por um tempo em Calígola, mas não dura até o fim. O filme é simplesmente muito vazio e cruel. Depois de umas duas horas e meia, o filme fica mais dinâmico e realmente vai ficando melhor conforme você mergulha na atmosfera. Mas não há perspectiva alguma. Eu nunca consegui me identificar com nenhum dos personagens, nem me importar com eles. O filme é tão profundamente desumano que tira dele qualquer conceito.
Se o filme pode ser comparado com as sátiras de Fellini? Não, aqueles filmes demonstram algum tipo de cordialidade. Se o filme pode ser comparado com Salo? Não, aquele filme apresenta algum tipo de humanismo. Se o filme pode se comparado com The Devils? Não, aquele filme apresenta algum tipo de senso de humor. Se o filme pode ser comparado com Kids ou Bully de Larry Clark? Não, aqueles filmes apresentam algum tipo de humanidade, cordialidade, humor e até erotismo; os adolescente naqueles filmes eram desajeitados com o sexo e a violência. Você consegue apontar o problema? A maior, e eu acho que você pode argumentar, diferença daqueles filmes (e todos eram melhores e superiores a Calígola) é que havia algum tipo de propósito por trás deles.